# Sultán Kudarat
Sultán Kudarat es un municipio filipino de la provincia de Maguindánao. Según el censo de 2000, tiene 94,861 habitantes.
Se llamó así en honor del sultán Dipatuan Kudarat.

## Barangayes
Sultán Kudarat se divide administrativamente en 52 barangayes.
| - Alamada - Balut - Banatin - Banubo - Boliok - Bulalo - Bulibod - Bungabong - Calzada - Crossing Simuay - Dagurongan - Dalumangcob (Población) - Darapanan - Gang - Inawan - Kabuntalan - Kakar - Kapimpilan | - Katidtuan - Katuli - Kirkir - Ladia - Limbo - Macabico (Macabiso) - Maidapa - Makaguiling - Katamlangan (Matampay) - Matengen - Mulaug - Nalinan - Namuken - Nekitan - Olas - Panatan - Pigcalagan | - Pigkelegan (Ibotegen) - Pinaring - Pingping - Raguisi - Rebuken - Salimbao - Sambolawan - Senditan - Simuay/Seashore - Solon - Tambo - Tapayan - Tariken - Tuka - Ungap - Damaniog - Nara |